# Кубок наслідного принца Катару 1998
Кубок наслідного принца Катару 1998 — 4-й розіграш турніру. Матчі відбулися з 4 по 11 травня 1998 року між чотирма найсильнішими командами Катару сезону 1997—1998. Титул переможця змагання виборов клуб Ас-Садд, котрий з рахунком 3:2 переміг у фіналі Аль-Арабі.
| Володар Кубка наслідного принца Катару 1998 |
| ------------------------------------------- |
|                                             |
| Ас-Садд Перший титул                        |

## Формат
У турнірі взяли чотири найуспішніші команди Чемпіонату Катару 1997-1998.
- Чемпіон — «Аль-Іттіхад»
- Віце-чемпіон — «Ар-Райян»
- Бронзовий призер — «Ас-Садд»
- 4 місце — «Аль-Арабі»

## Півфінали

### Перші матчі
| 4 травня 1998 |

| Аль-Іттіхад | 1:0 | Аль-Арабі |
| ----------- | --- | --------- |
|             |     |           |

|  |

| 5 травня 1998 |

| Ас-Садд | 2:2 | Ар-Райян |
| ------- | --- | -------- |
|         |     |          |

|  |

### Повторні матчі
| 8 травня 1998 |

| Аль-Арабі | 3:2 пен. 4:3 | Аль-Іттіхад |
| --------- | ------------ | ----------- |
|           |              |             |

|  |

| 8 травня 1998 |

| Ар-Райян | 0:0 пен. 2:3 | Ас-Садд |
| -------- | ------------ | ------- |
|          |              |         |

|  |

## Фінал
| 11 травня 1998 |

| Ас-Садд | 3:2 | Аль-Арабі |
| ------- | --- | --------- |
|         |     |           |

|  |